# 캘버리
《캘버리》(영어: Calvary)는 아일랜드에서 제작한 존 마이클 맥도나 감독의 2014년 드라마 영화이다. 브렌던 글리슨 등이 주연으로 출연하였다.

## 줄거리
제임스 신부는 한 남성 신자와 고해성사를 진행하던 도중 해당 신자로부터 살인 예고를 받는다.
신자는 어려서 사제에게 성폭력을 당했으며 문제의 사제는 이후 죽어버렸다고 고백한다. 이어 신자는 사람들이 현재 천주교 사제가 저지르는 아동 성학대 문제에 무관심한데, 무결한 제임스가 희생된다면 자신이 죄 있는 사제를 죽음으로 처벌하는 편보다 훨씬 큰 파장을 낳을 거라고 설명한다. 신자는 제임스에게 일주일 말미를 줄테니 그 사이에 신변을 정리하라고 통보한다.

## 출연

### 주연
- 브렌던 글리슨 - 제임스 신부 역
- 크리스 오다우드 - 잭 브레넌 역
- 켈리 라일리 - 피오나 러벨 역
- 에이든 길런 - 의사 프랭크 하트 역

### 조연
- 딜런 모런 - 마이클 피츠제럴드 역
- 이자크 드방콜레 - 사이먼 역
- M. 에밋 월시 - 제럴드 라이언, 작가 역
- 마리조제 크로즈 - 테리사 역
- 도널 글리슨 - 프레디 조이스 역
- 데이비드 윌멋 - 리리 신부 역
- 팻 쇼트 - 브랜던 린치 역
- 킬리언 스콧 - 마일로 헐리히 역